# Electron Capture Dissociation
Electron Capture Dissociation (ECD) ist eine Methode zur Fragmentierung von Ionen in der Tandem-Massenspektrometrie. 

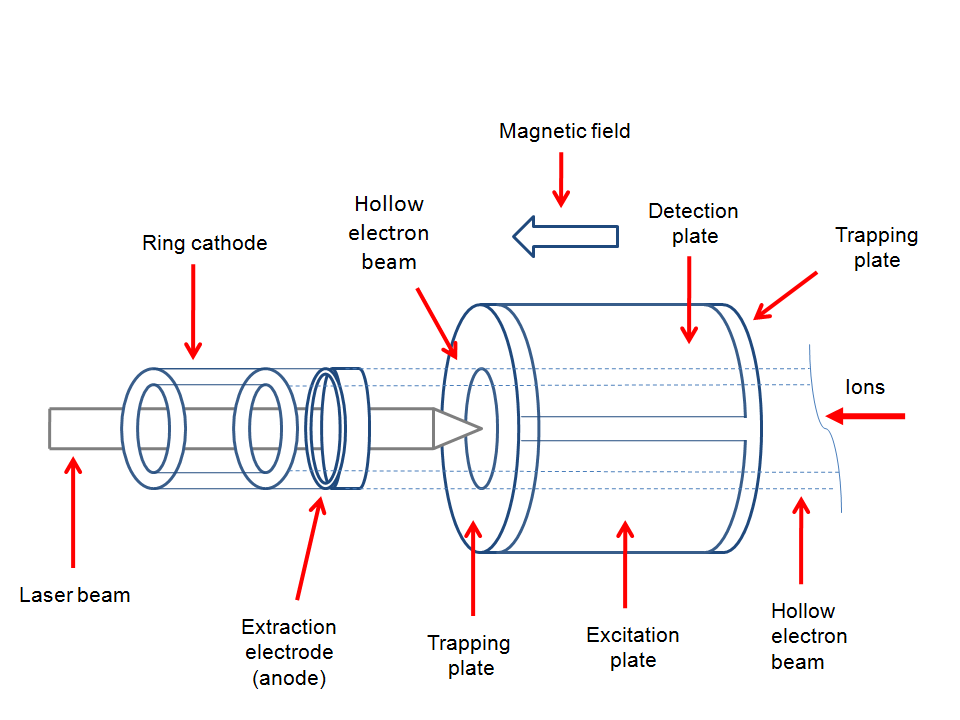
Schematischer Aufbau

Dabei werden durch eine Emitterkathode Elektronen mit niedriger Energie erzeugt. Diese werden von mehrfach protonierten Molekülen in der Gasphase eingefangen, wobei reduzierte Radikal-Kationen [M+nH](n−1)+· entstehen. Diese zerfallen schnell zu kleineren Fragmenten.
ECD produziert signifikant andere Fragmentionen als Fragmentierungsverfahren wie Collision-Induced Dissociation (CID) oder Infrared Multiphoton Dissociation (IRMPD). Diese Methoden erhöhen die interne Vibrationsenergie eines Ions – im Gegensatz zur ECD. ECD wird überwiegend bei der Untersuchung von Proteinen in der FT-ICR-MS eingesetzt. Ein Nachteil dieses Verfahrens ist die geringe Ausbeute.